# Saint-François-Xavier-de-Viger
Saint-François-Xavier-de-Viger es un municipio canadiense situado en la provincia de Quebec.

## Superficie
Saint-François-Xavier-de-Viger tiene una superficie de 111,27 km².

## Demografía
En 2021, tenía 247 habitantes, una densidad poblacional de 2,2 hab./km², y 137 viviendas.